# Oswaldo Olivares
Oswaldo Olivares (Caracas, Venezuela, 15 de septiembre de 1953) es un jugador de béisbol retirado. Es conocido popularmente como "El Gago". Disputó 11 de sus 20 temporadas con el uniforme de los Navegantes del Magallanes.

## Carrera
Debutó con Magallanes en la temporada 1973-74, donde dos temporadas más tarde, en la 1975-76 conseguiría el premio al Novato del Año de la LVBP. Se mantuvo en el equipo hasta la temporada 1981-82, cuando fue transferido a los Tigres de Aragua a cambio de Carlos Porte y Ramón Longa. 
Luego regresaría al Magallanes por tres temporadas en 1989 justo antes de concluir su carrera con los Petroleros de Cabimas en la temporada de 1992-93. 
Con Magallanes es el líder histórico del club en triples (35) y segundo en bases robadas (67).